# هولی کراس (آلاسکا)
هولی کراس (به انگلیسی: Holy Cross) شهری در ناحیه سرشماری یوکان-کویوکوک ایالت آلاسکا است که جمعیت آن در سرشماری سال ۲۰۰۰ میلادی ۲۲۷ نفر بوده‌است.